# Streichriemen

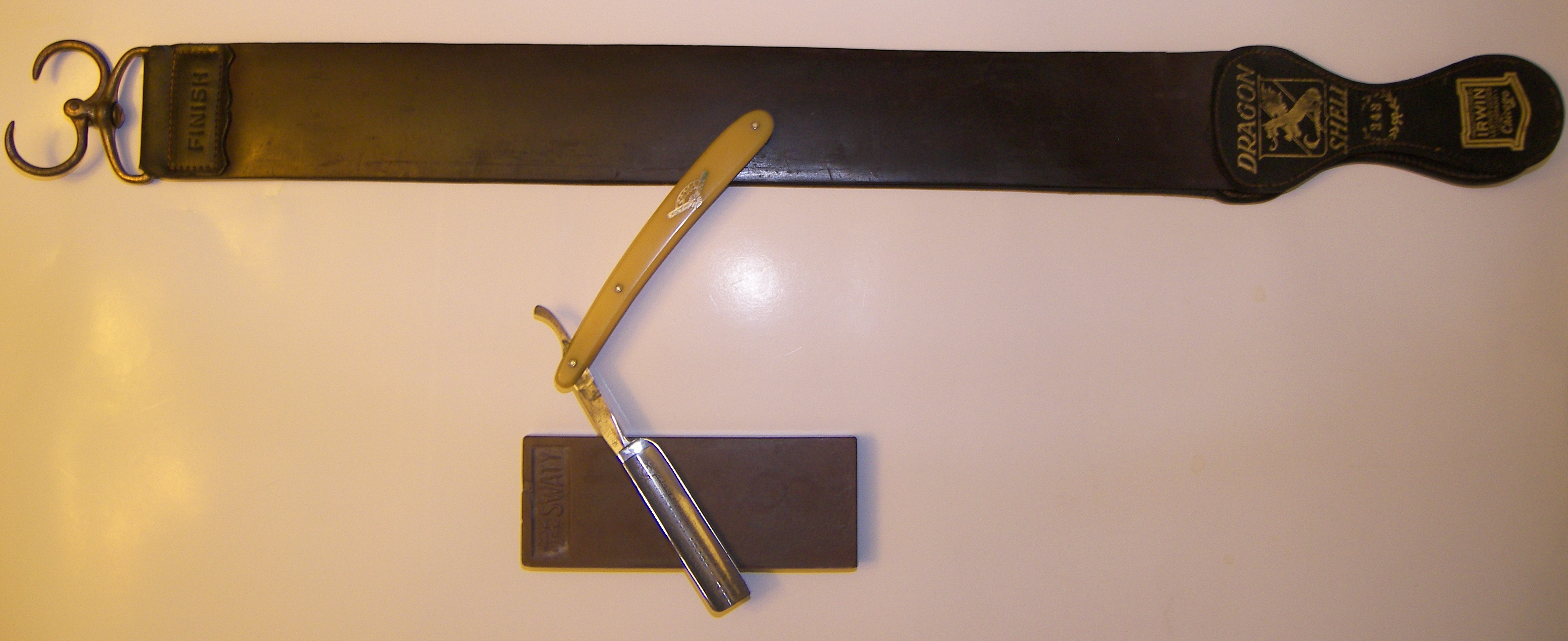
Streichriemen, Rasiermesser und Schleifstein

Streichriemen sind längliche Streifen aus Leder, mit denen eine Klinge zur Verbesserung der Schärfe behandelt wird.

## Verwendung
Häufig kommen sie zum Einsatz nach dem Schleifen eines Messers auf dem Schleifstein. Bei Rasiermessern werden sie vor jeder Rasur angewendet.
Dabei wird die Klinge flach mit wenig Druck streichend über das Leder gezogen. Die Bewegung erfolgt stets in Richtung Klingenrücken. Dadurch wird der Grat aufgerichtet und die Schneide poliert. Bei einem reinen Leder ohne Schleifpaste bewegt sich die Abtragung von Material im Nanometerbereich.

## Arten von Streichriemen

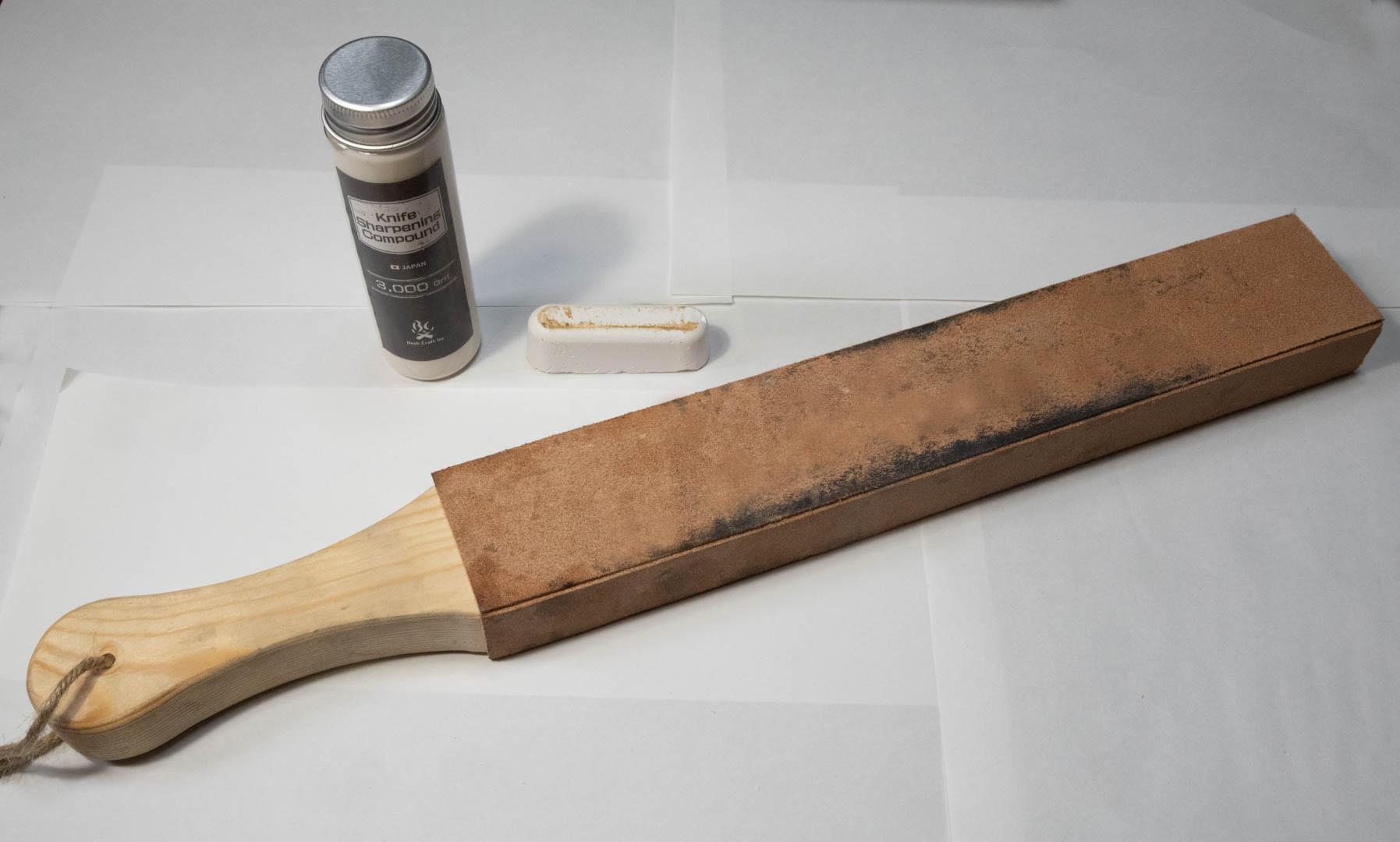
Stoßriemen

Der „Hängeriemen“ ist ein Lederstreifen, der mittels geeigneter Beschläge mit einem Ende an einem festen Punkt befestigt und mit dem anderen Ende mit der Hand straff gespannt wird. Dieses Modell wird gerne zur Behandlung von Rasiermessern für die Rasur verwendet. Die Urform dürfte der Hosengürtel gewesen sein, der mit der Schnalle irgendwo befestigt und am Ende mit der Hand gehalten wurde.
Oft ist die Rückseite dieser Riemen durch einen Leinenstreifen mit einem Schleifmittel ergänzt, der ein vorheriges Schleifen ermöglicht.
„Stoßriemen“ sind Holzklötze, die mit Leder beklebt sind und über einen Handgriff verfügen können. Die Seiten können unterschiedlich präpariert werden (verschiedene Schleifpasten oder ohne). Es gibt auch Stoßriemen, bei denen das Leder hohl auf dem Block (auch mit einer Spannschraube) befestigt ist.
Stoßriemen sind einfacher in der Anwendung, da sie in der Hand gehalten werden können, ohne Kraft aufzuwenden. Hängeriemen dagegen brauchen stets einen Aufhängepunkt oder eine flache Unterlage. Dafür sind sie auf Reisen leicht mitzuführen.
Die Bezeichnung „Stoßriemen“ ist missverständlich: Die Klinge wird wie auf einem Hängeriemen geführt, weder wird die Klinge, noch der Riemen gestoßen. Die Bezeichnung rührt vermutlich daher, dass diese Art von Riemen für eine bestimmte Art von Messern („Stoßmesser“) verwendet wurde.
Streichriemen können präpariert werden, um ihre Eigenschaften bestimmten Anwendungen anzupassen. Dazu wird die Oberseite des Riemens mit Fett oder Schleifpaste bestrichen. Ein mit Schleifpaste behandelter Riemen wird auch „Pastenriemen“ genannt.

## Kritik
Viele Anwender (vor allem die von Rasiermessern) beklagen die Veränderung der Schneidengeometrie der Klinge bei Verwendung eines Hängeriemens oder eines Stoßriemens mit hohl gespanntem Leder: Die Schneide „verrundet“ und wird „ballig“. Besonders bei Klingen für ein Mikrotom oder Messern für den mikroskopischen Dünnschnitt ist dies intolerabel. Hier ist das fest auf einen Klotz geklebte Leder vorzuziehen.
Die Arbeit mit dem Streichriemen nennt man „abledern“ oder „ledern“. Sie erfordert Geschick und Anleitung, um weder Riemen noch Klinge zu beschädigen.